# Salomon Andersson
Salomon Andersson, född 15 februari 1785 i Växjö, död 1855, var en svensk kapten och konstnär. Han var bror till Anders Gustaf Anderson.

## Biografi

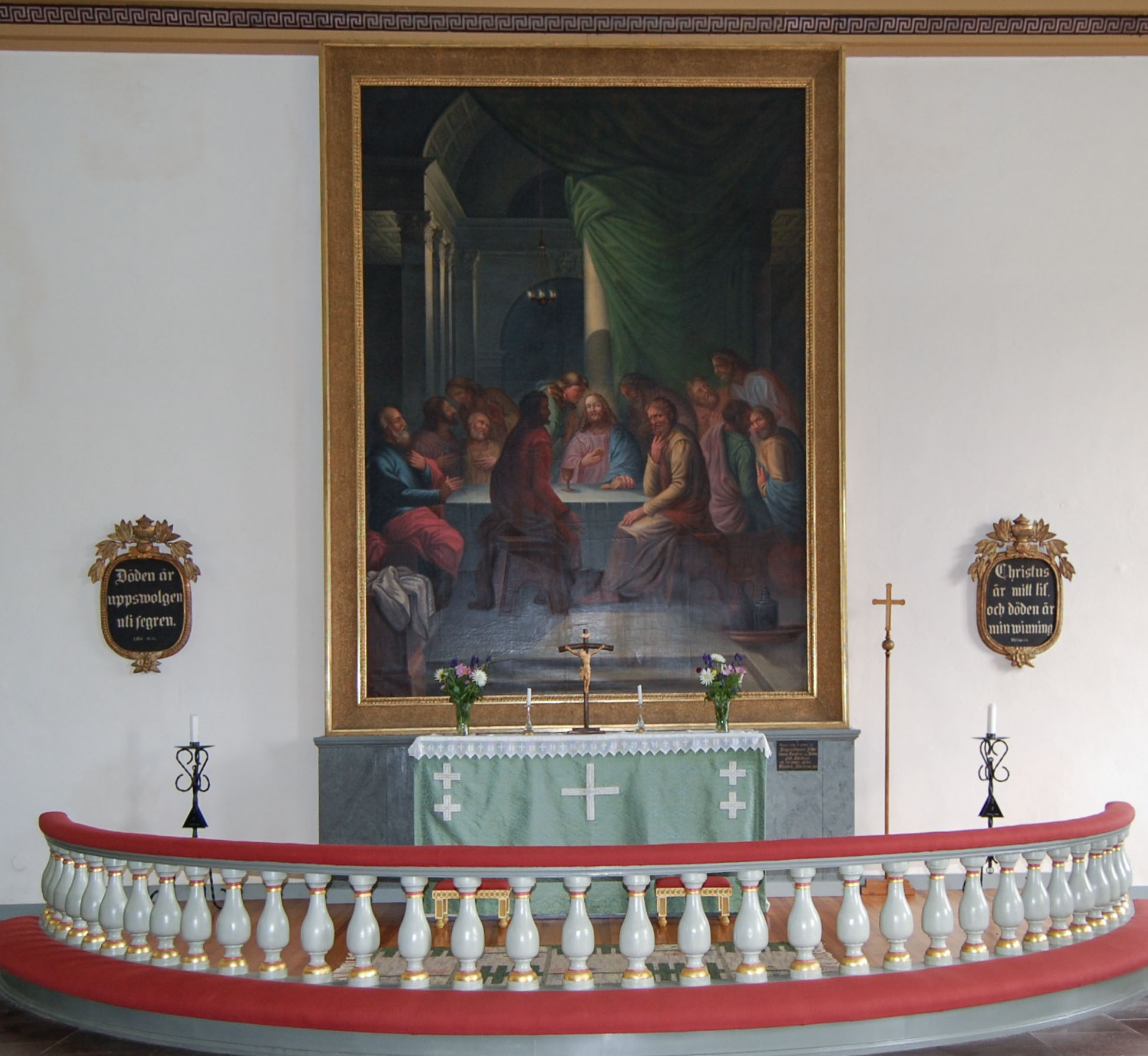
Altartavla i Nöbbele kyrka tillverkad av Andersson år 1830.

Salomon föddes i Växjö den 15 februari 1785 som son till garvaremästare Anders Andersson och Maria Bergström. Andersson började sin yrkesverksamhet först som lantmätare och sedan som officer i den svenska krigsmakten. Han erhöll så småningom kaptens grad. Efter flera fälttåg hamnade 1812 i fångenskap i Frankrike. I Paris fick han se de många konstskatterna och blev fascinerad av konsten. 
Efter återkomsten till hemlandet började han måla. 1825 blev han elev hos professor Fredric Westin vid Kungliga Akademien för de fria konsterna i Stockholm. Han målade ett flertal altartavlor runt om i Växjö stift. Han kopierade gärna de stora mästarnas verk. I Smålands museum i Växjö finns en tavla av hans hand, Badande kvinnor. 

## Några kyrkor där han är representerad
- 1827  Linneryds kyrka
- 1829  Väckelsångs kyrka
- 1830  Nöbbele kyrka
- 1830  Skatelövs kyrka
- 1834  Annerstads kyrka
- 1836  Vrå kyrka
- 1840  Mörlunda kyrka
- 1842  Tvings kyrka